# 외알밀
외알밀(독일어: Einkorn 아잉코른[*]; 학명: Triticum monococcum 트리티쿰 모노코쿰[*])은 벼과의 한해살이풀이다. 2배체 밀이며, 일립소맥(一粒小麥), 일립계밀 등으로도 불린다.

## 분포
아르메니아, 아제르바이잔, 조지아 등 캅카스 지역과 그리스, 몬테네그로, 불가리아, 세르비아, 알바니아 및 우크라이나의 크림반도 등 남동유럽 지역이 원산이다.

## 사진 갤러리

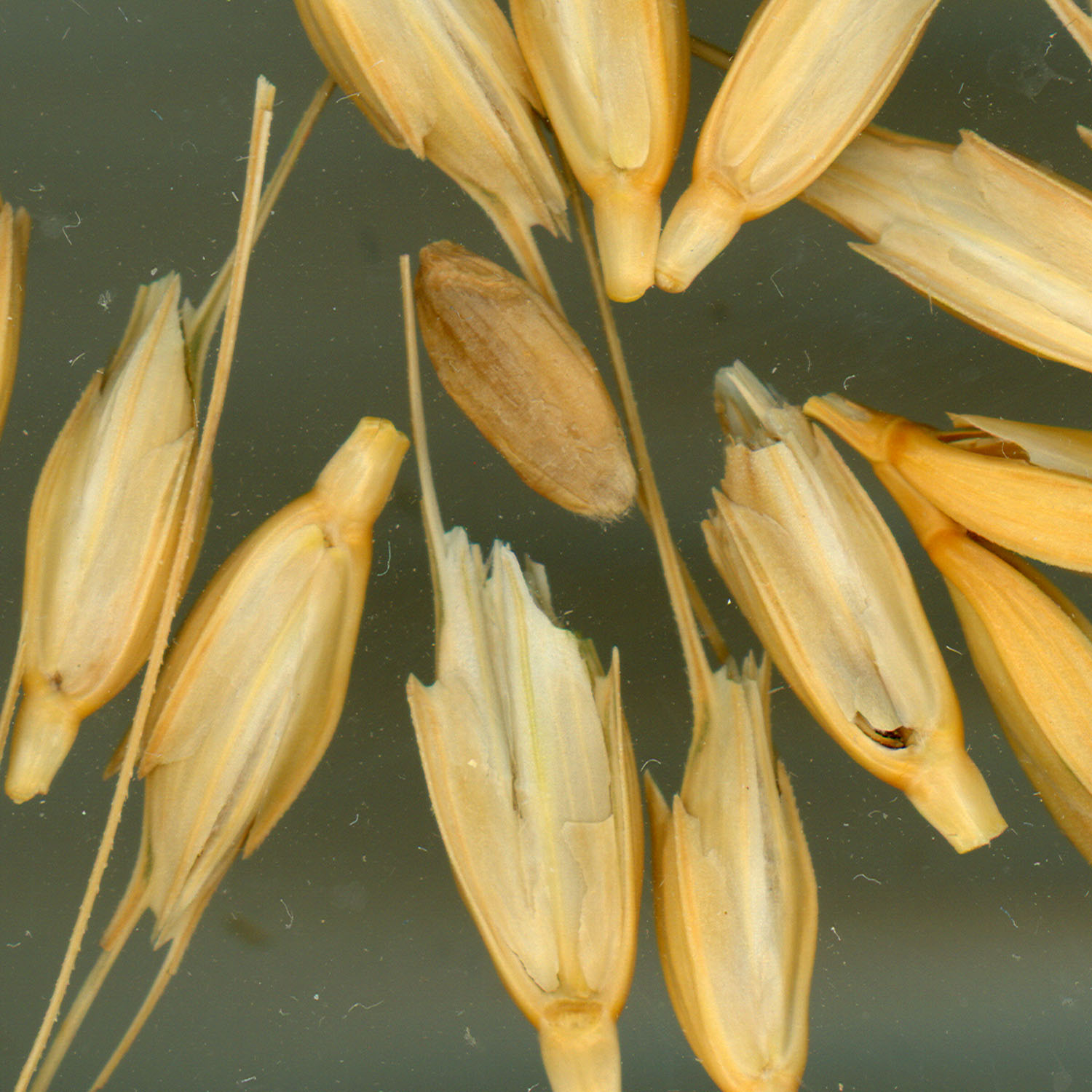
외알밀
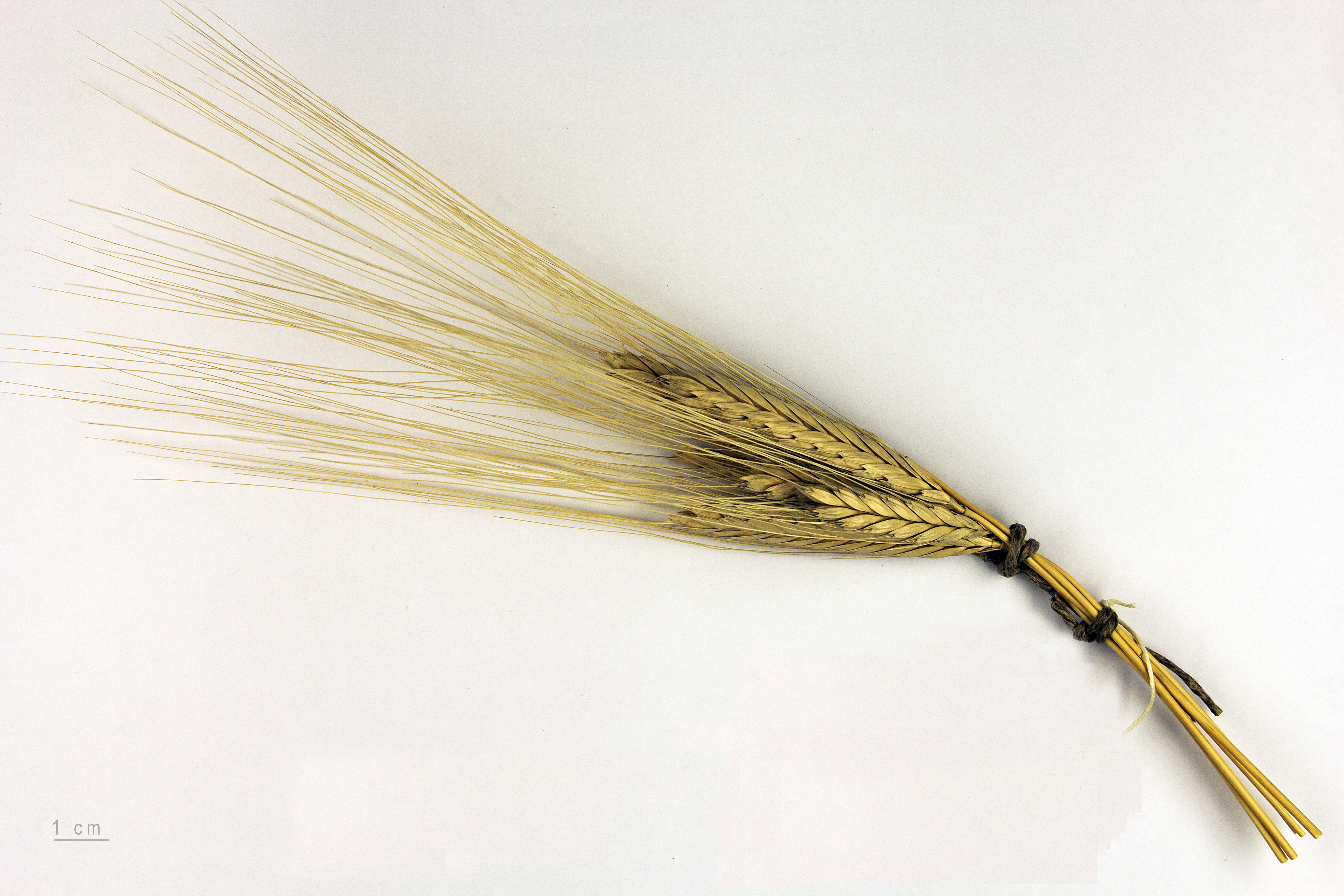
Triticum monococcum - Museum specimen

## 같이 보기
- 밀
- 듀럼밀
- 스펠트밀